# Federación Boliviana de Fútbol
Die Federación Boliviana de Fútbol (FBF) ist der Bolivianische Fußballverband. Er organisiert den Spielbetrieb der Nationalmannschaft und der nationalen Ligen. Der Verband wurde 1925 gegründet und gehört seit 1926 der FIFA und der CONMEBOL an.